# Weiron Tan
Weiron Tan (Kuala Lumpur, 3 december 1994) is een Maleisisch autocoureur.

## Carrière
Tan begon zijn autosportcarrière in het karting in 2008, toen hij bij het City Karting Team uit Maleisië ging rijden. In 2011 maakte hij vanuit zijn thuisland de overstap naar Europa en werd 26e in de KF2-klasse van de WSK Euro Series en zestiende in de Bridgestone Cup Europe. Dat jaar werd hij ook opgenomen in het talentenprogramma van het Formule 1-team Lotus, een programma waar hij inmiddels geen deel meer van uitmaakt.
Aan het eind van 2011 maakte Tan de overstap naar het formuleracing, waarbij hij zijn debuut maakte in de JK Racing Asia Series voor het team EuroInternational tijdens het laatste raceweekend op het Sepang International Circuit. Als gastrijder was een vierde plaats in de tweede race zijn beste resultaat. In 2012 bleef hij rijden voor dit team in het kampioenschap en behaalde twee podiumplaatsen op het Circuit Paul Ricard en op Spa-Francorchamps, maar deed in de laatste twee raceweekenden niet mee. Uiteindelijk werd hij zevende in de eindstand met 67 punten.
In de winter van 2013 reed Tan in de Formula Golf 1000 en won als gastcoureur drie races op het Yas Marina Circuit en één race op het Dubai Autodrome. Daarna kwam hij uit in de Protyre Formule Renault voor Fortec Motorsports. Hij behaalde drie overwinningen op het Croft Circuit en twee op de Rockingham Motor Speedway en werd met vier andere podiumplaatsen achter Chris Middlehurst tweede met 331 punten.
In 2014 maakte Tan de overstap naar de Formule 3, waarbij hij debuteerde in het Duitse Formule 3-kampioenschap voor Van Amersfoort Racing. Hij won twee races op de Hockenheimring en werd met drie andere podiumplaatsen vijfde in het kampioenschap met 182 punten.
In 2015 ging Tan in de Verenigde Staten rijden en reed eerst in de Pro Mazda Winterfest voor Andretti Autosport. Hij won twee races op het NOLA Motorsports Park en het Barber Motorsports Park en werd tweede met 166 punten, één punt minder dan kampioen Jack Aitken. Vervolgens nam hij dat jaar deel aan het hoofdkampioenschap van het Pro Mazda Championship voor Andretti. Hij won vier races op Barber, de Indianapolis Motor Speedway, de Lucas Oil Raceway at Indianapolis en de Iowa Speedway en werd met twee andere podiumplaatsen achter Santiago Urrutia, Neil Alberico en Garett Grist vierde in de eindstand met 282 punten.
In 2016 bleef Tan actief in het Pro Mazda Championship, maar hij stapte wel over naar het Team Pelfrey. Tevens keerde hij dat jaar ook terug naar Europa om voor Carlin deel te nemen in het raceweekend op de Red Bull Ring van het Europees Formule 3-kampioenschap als vervanger van de met budgetproblemen kampende Raoul Hyman.